# Неклепаев, Борис Николаевич
Борис Николаевич Неклепаев (1926—2005) — советский и российский учёный, доктор технических наук, профессор.
Действительный член Академии электротехнических наук РФ с 1995 года, действительный член международной энергетической академии с 1997 года. Автор более 240 научных статей, 8 учебных пособий, учебников и монографий. Является автором и соавтором 19 авторских свидетельств.

## Биография
Родился 1 августа 1926 года в Смоленске.
С 1929 по 1943 год проживал с семьёй в Татарской АССР. В 1943 году окончил девять классов второй мужской средней школы города Казани и начал трудовую деятельность дезинфектором санитарного поезда № 11 Казанской железной дороги. В октябре 1943 года был призван в РККА, принял участие в Великой Отечественной войне, служил в войсках связи.
В 1946 году сдал экстерном экзамены на аттестат зрелости и поступил на вечернее отделение энергетического факультета Белоруcского политехнического института (ныне Белорусский национальный технический университет), а в 1950 году перевёлся в Московский энергетический институт, который окончил с отличием в 1954 году. Остался работать в МЭИ, где последовательно прошел путь от ассистента (1954 год) до доцента (1960 год) и профессора (1977 год). С 1967 по 1987 год был заведующим кафедрой «Электрические станции». В 1958 году Неклепаеву была присуждена ученая степень кандидата технических наук, а в 1983 году — степень доктора технических наук.
Основное направление его научной деятельности – электрическая часть электростанций и подстанций, выбор и эксплуатация электрооборудования, а также токи короткого замыкания в энергосистемах. Под руководством Бориса Николаевича выполнено свыше 200 научно-исследовательских работ. Являлся участником многих научных конференций и симпозиумов как в России, так и за рубежом. Вёл организационную работу, являясь председателем постоянной Российской части технического комитета «Токи короткого замыкания» Международной электротехнической комиссии, членом CIGRE (Международный совет по большим системам высокого напряжения), председателем технического комитета по Госстандартам РФ, членом научно-технического совета РАО «ЕЭС России». С 1978 года был членом редколлегии журнала «Электрические станции».
Работая в Московском энергетическом институте, Б. Н. Неклепаев показал себя талантливым педагогом и воспитателем инженерных и научных кадров. Им было подготовлено 14 кандидатов технических наук. По ряду докторских диссертаций он являлся научным консультантом.
Умер в 2005 году в Москве.

## Заслуги
- За большой трудовой вклад и плодотворную многолетнюю деятельность был удостоен в 2004 году премии МЭИ «Почет и признание»[5]
- Заслуженный профессор МЭИ[6]
- Лауреат Государственной премии РФ[источник не указан 1090 дней]
- Лауреат премии Президента Российской Федерации в области образования[7] (за 1998 год)
- Лауреат Премии Правительства в области науки и техники[источник не указан 1090 дней]
- Заслуженный деятель науки и техники РСФСР (31 декабря 1992) — за заслуги в научной деятельности[8]
- Также Неклепаеву присвоены звания “Заслуженный работник ЕЭС России” и “Почетный работник топливно энергетического комплекса”[источник не указан 1090 дней]
- Минвузом СССР был награждён нагрудным знаком «За отличные успехи в работе»[источник не указан 1090 дней]
- Также был награждён значками “Отличник энергетики и электрификации СССР”, памятными знаками “50 лет ГОЭЛРО” и “80 лет Плана ГОЭЛРО”[источник не указан 1090 дней]
- Награждён орденом “Знак Почета”, многими медалями СССР и несколькими медалями ВДНХ